# Bridwell Peak
Bridwell Peak är en bergstopp i Antarktis. Den ligger i Östantarktis. Nya Zeeland gör anspråk på området. Toppen på Bridwell Peak är 2 220 meter över havet, eller 451 meter över den omgivande terrängen. Bredden vid basen är 4,2 km.
Terrängen runt Bridwell Peak är huvudsakligen kuperad. Trakten är obefolkad. Det finns inga samhällen i närheten.